# 窪寺伝吉
窪寺 伝吉（くぼてら でんきち、1895年11月23日 - 1965年8月18日）は日本の政治家。中野区議（1期）、東京府議（3期）、東京市議（1期）、東京都議（6期）、第10代都議会議長を歴任した。

## 経歴
1895年11月23日、東京都に生まれる。1932年より中野区会議員を1期4年務めた。また、同年6月10日から東京府会議員にも就任する。1942年6月15日には東京市会議員にも就任する。1943年6月30日に東京府議、東京市議共に退任した。（東京府議は3期、東京市議は1期務めた）同年9月13日の第1回東京都議会議員選挙で中野区選挙区から立候補して、初当選した。その後、財務委員長（1950年から1951年）、都議会自由党中正会幹事長（1952年から1953年）、東京都議会自由党政調会長（1953年から1954年）を歴任する。1954年6月に第10代東京都議会議長に就任する。また、全国都道府県議会議長会会長にも就任した。1955年4月に議長を退任した。その後、各会計決算審査特別委員会委員長（1957年から1958年）、総務首都整備委員会委員長（1961年から1962年）を歴任した。1965年に発覚した都議会黒い霧事件の影響による自主解散をもって都議を退任した。同年8月18日に死去した。

## 栄典
- 1954年 - 藍綬褒章[1]
- 没後 - 従五位・勲四等旭日小綬章[1]